# Route européenne 606
Pour les articles homonymes, voir Route 606.
La route européenne 606 relie Angoulême à Bordeaux en France.

## Tracé
- entre Angoulême (  ) et Saint-André-de-Cubzac.
- entre Saint-André-de-Cubzac ( 39) et Lormont ( 1 )
  - Traversée du Pont de Saint-André sur la Dordogne
- entre Lormont ( 1 ) et Bordeaux ( 4)
  - Traversée du Pont d'Aquitaine sur la Garonne